# Distance measuring equipment

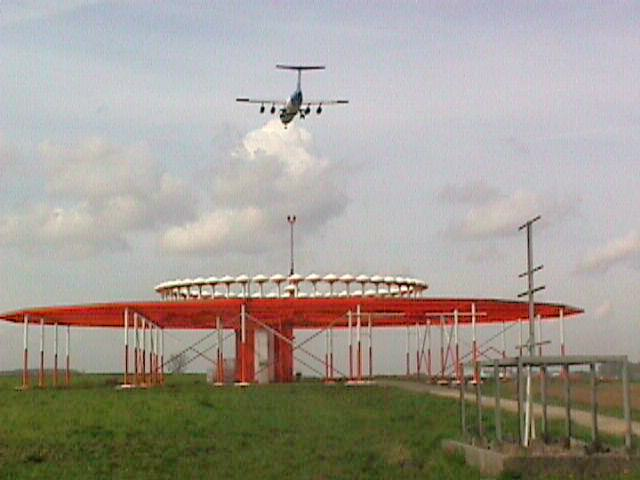
VOR-DME baken "BUB" geplaatst op (Brussels Airport)

Distance measuring equipment (DME), ofwel "afstand-metings-apparatuur", is een radionavigatiehulpmiddel dat in de luchtvaart veelvuldig wordt gebruikt. 
DME wordt (veelal in combinatie met VOR of ILS) toegepast om de afstand te meten tussen een DME-station op de grond en een vliegtuig. De afstand, in zeemijlen, tussen het DME-radiobaken en het vliegtuig kan continu op een daartoe bestemd instrument in de cockpit worden afgelezen. Verder wordt soms de snelheid ten opzichte van de grond (Groundspeed — GS) in knopen aangegeven en het aantal minuten dat met deze grondsnelheid moet worden gevlogen om het DME-baken te bereiken.
DME-apparatuur in het vliegtuig zendt continu radiopulsen uit, die automatisch worden beantwoord door het DME-radiobaken op de grond. De DME-ontvanger in het vliegtuig detecteert vervolgens wat de vertraging is van het antwoord van het baken en berekent daaruit de afstand tot het baken. Het vliegtuig zendt haar pulsen uit op een frequentie in het UHF-bereik tussen 960 - 1215 MHz. Het DME-station antwoordt het vliegtuig op een UHF-frequentie tussen 962 en 1213 MHz. Moderne DME-stations kunnen de DME-signalen van 200 vliegtuigen tegelijk verwerken.
Bij het afstemmen van de ILS of VOR-apparatuur in een vliegtuig op een gecombineerd DME-station wordt automatisch de juiste frequentie van het bijbehorende DME-radiobaken gekozen. 
Alle VOR-radiobakens in Nederland zijn uitgerust met DME.